# Utman Khel
Utman Khel és una comarca o territori muntanyós del Pakistan, situada a Khyber-Pakhtunkhwa (divisió administrativa antigament anomenada Província de la Frontera del Nord-oest), entre els rius Rud i Amabhar i cap a l'est fins al riu Swat i la vall de Peshawar al nord del districte de Peshawar. Rep el nom de la tribu paixtu que l'ocupa, els utman khels. El territori té una superfície d'uns 7.700 km². Fou sotmès per expedicions britàniques especialment el 1852, 1878 i 1898.